# Martine Bedin
Martine Bedin es una arquitecta y diseñadora francesa. Fue miembro del Grupo Memphis. 

## Biografía
Bedin nació en 1957 en el puerto de Burdeos, donde conoció a Nathalie Du Pasquier, que sería su compañera diseñadora.  Aprendió sobre arquitectura en París. Obtuvo una beca en 1978 y gracias a ello se fue a vivir a Florencia. Allí descubrió la arquitectura moderna con Adolfo Natalini y el grupo Superstudio.
En 1979, Natalini la invitó a Milán, donde conoció al diseñador Michele De Lucchi y al arquitecto Ettore Sottsass. También en 1979, su Casa Decorata se exhibió en la XVI Trienal de Milán. Trabajó con Sottsass, que tenía su base en Milán.

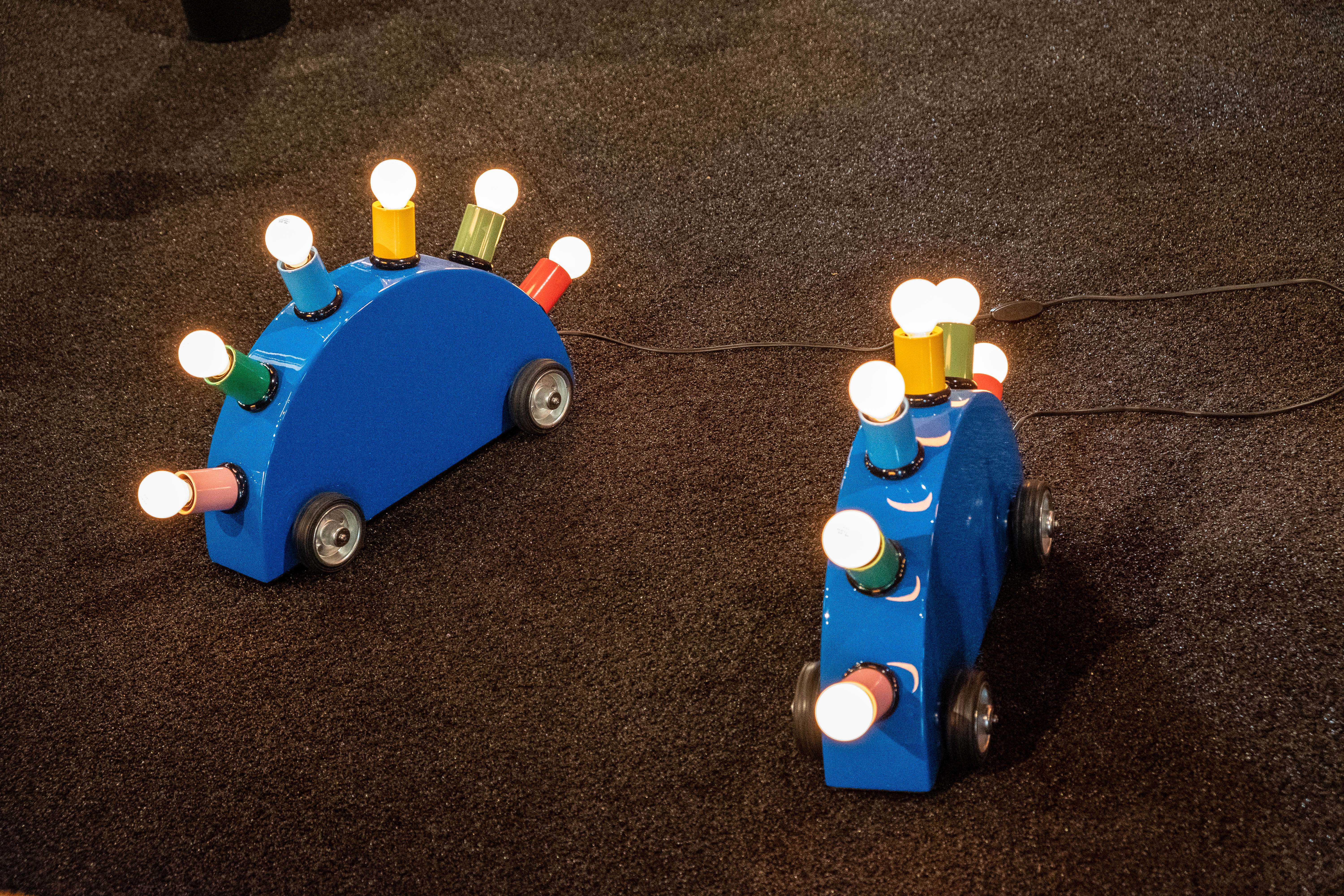
Memphis Super Lamps por Martine Bedin

En diciembre de 1980, Bedin fue cofundador del Grupo Memphis-Milanocuando se formó el colectivo de diseño posmoderno italiano durante una reunión en la casa de Barbara Radice en Milán.Bedin contribuyó a su colección debut en 1981, que incluía obras de Matteo Thun, Andrea Branzi, Michele De Lucchi, Georges Sowden, Nathalie Du Pasquier y Marco Zanini. Ella diseñó lo que llamó la Super Lámpara para la colección. Lo describió como "como un perro pequeño que podría llevar conmigo".  El diseño de la lámpara fue encontrado por Sottsass y su esposa Barbara Radice en el cuaderno de bocetos de Bedin. Bedin le ofreció el diseño a Sottass, pero él la invitó a trabajar en él en su estudio de Milán. Allí lo fabricó con su nombre.  Es el objeto más rentable del Grupo Memphis y el prototipo original fue posteriormente adquirido por el Victoria and Albert Museum de Londres para su colección posmoderna.

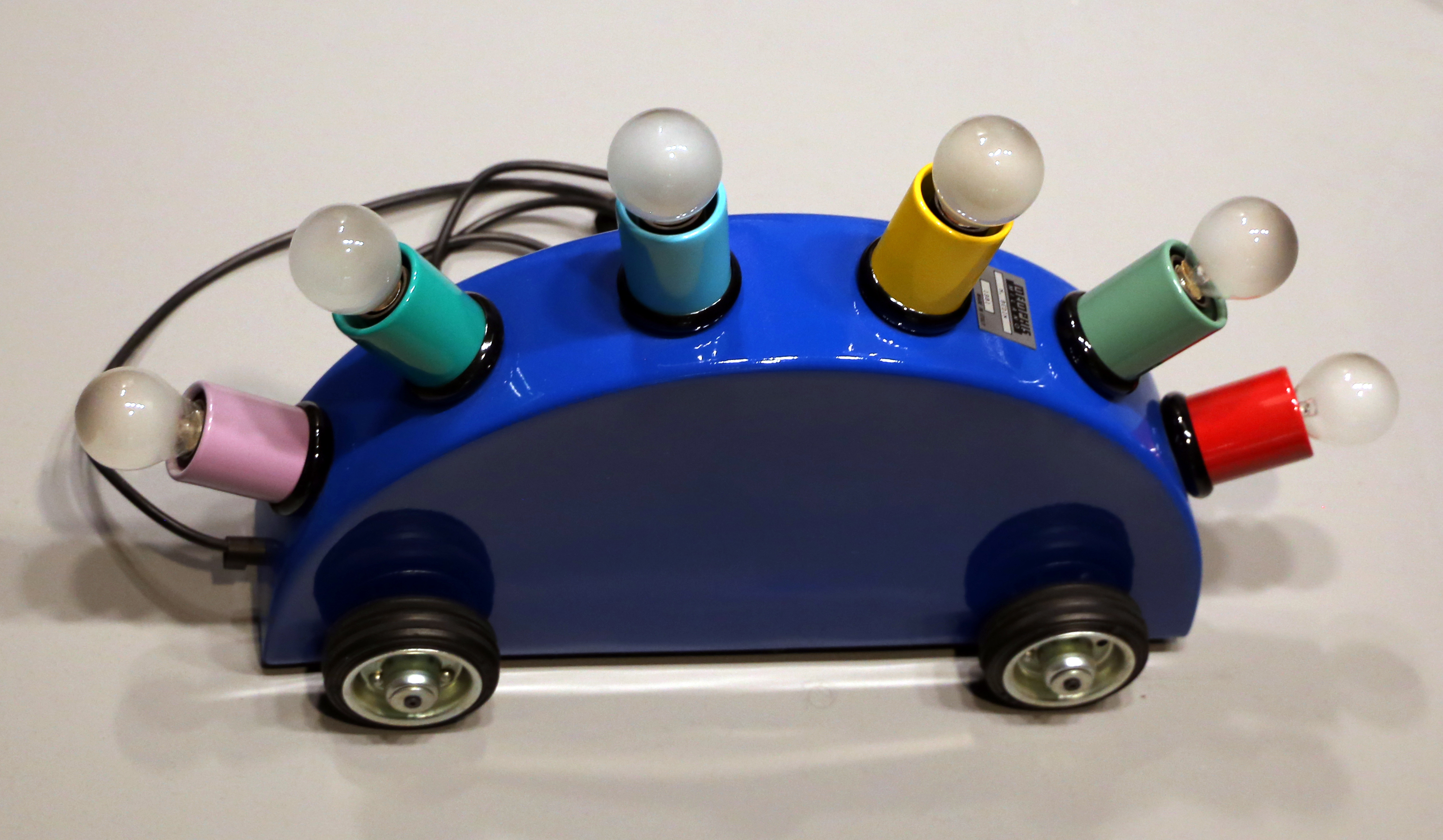
Memphis Super Lamps diseñada por Bedin para Memphis Group en 1981

En 1982 abrió una oficina de diseño y arquitectura en Milán y regresó regularmente a París, donde enseñó diseño en la Ecole Camondo.
En 1986, la ciudad de Nimes creó Les Ateliers de Nîmes y la invitó, junto con Jean Nouvel, Philippe Starck, Ross Lovegrove y Gérard Barrault, a reflexionar sobre los grandes proyectos de la ciudad. Diseñó la gráfica y el diseño interior de los autobuses de la ciudad. Transformó un autobús en una sala de reuniones móvil y equipó los baños públicos en la plaza de la Couronne de la ciudad.
En 1987, los monumentos históricos franceses le confiaron la realización de la recepción del Palacio del Tau, la catedral de Reims y el castillo de Chambord. En 1989 reorganizó la biblioteca y el centro de documentación de la Caisse des Monuments Historiques, en el Hôtel de Sully de París. Diseñó una colección de bolsos para Louis Vuitton , así como un nuevo lienzo con monograma. Promosedia produce dos sillas en Udine, Italia.
En el verano de 1991, lanzó su editorial, la Manufacture familiare en Burdeos, y la creación de una colección única de grandes muebles para la galería BDX. En 1992 obtuvo la Carta Blanca de VIA para la que creó un sofá y dos sillones, Persona non grata.
Durante el verano de 1994, construyó su primera casa en las alturas de Burdeos, La Maison Rouge. En octubre de 1995 expuso cuatro casas en la nave del CAPC, como parte de su exposición Arquitecturas. Algunas de sus obras se conservan en el Museo de Artes Decorativas y Diseño de París o forman parte del Fondo Nacional de Arte Contemporáneo.
En 2017 repartía su tiempo entre París y Córcega.